# オッテンバッハ (ヴュルテンベルク)
オッテンバッハ (ドイツ語: Ottenbach) は、ドイツ連邦共和国バーデン＝ヴュルテンベルク州シュトゥットガルト行政管区のゲッピンゲン郡に属す町村（以下、本項では便宜上「町」と記述する）である。この町は、レギオン・シュトゥットガルト（シュトゥットガルト地方、1992年まではネッカー川中流地域）およびシュトゥットガルト欧州大都市圏辺縁部に含まれる。

## 地理

### 位置
オッテンバッハは、クルム川上流域の谷、西北西に位置するホーエンシュタウフェン山と北東のレヒベルク山、東のシュトゥーフェン山に囲まれた、シュヴェービシェ・アルプ東部山麓にあたるレー山地と呼ばれる部分に位置している。郡庁所在地ゲッピンゲンの中心部から北東に約 8 km、シュヴェービッシュ・グミュントから南西にほぼ同じ距離にある。

### 隣接する市町村
オッテンバッハは、東から南にかけてはドンツドルフ、南の短い区間をザラハ、南西はアイスリンゲン/フィルス、北西はゲッピンゲンと境を接している。これらの市町村はいずれもゲッピンゲン郡に属す。北から東にかけては、シュヴェービッシュ・グミュントおよびヴァルトシュテッテンの無人の飛地と境を接している。これらはともにオストアルプ郡に属している。また、ドンツドルフに向かって突き出した小さく細長い形状の飛地が2つある。

### 自治体の構成
自治体オッテンバッハには、首邑オッテンバッハ、小集落のガイレンヴァルト、ヤッケンホーフ、キッツェン、シュレンホーフ、シュティクセンヘーフェ、農場集落のベーレンヘーフェ、ブライトフェルダー・ホーフ、キリアクスホーフ、エッツベルク、フォイアーレスホーフ、フラーデンホーフ、ハルデンホーフ、ヘルベンホーフ、ホルツホイザー・ホーフ、キューベルホーフ、リンデンヘーフェ、ロッホホーフ、メルツェンヘーフェ、ノイホーフ、オーバーグルッペンホーフ、オーバーミュールアイゼンホーフ、ペーターリングスヘーフェ、ザウレンホーフ、ションターヘーフェ、ゾネンタール (フックスタール)、シュトルーデルホーフ、ウンターミュールアイゼンホーフ、ヴァルデンホーフ、ヴァネンホーフ、ハウス・シャーフヘフレが含まれる。

### 土地利用
| 用途                 | 面積 (ha) | 占有率 (%) |
| -------------------- | --------- | ---------- |
| 住宅地               | 45        | 3.8        |
| 商工業地             | 9         | 0.8        |
| レクリエーション用地 | 6         | 0.5        |
| その他市街地         | 35        | 2.9        |
| 交通用地             | 48        | 4.0        |
| 農業用地             | 785       | 66.0       |
| 森林                 | 243       | 20.4       |
| 水域                 | 5         | 0.4        |
| その他               | 14        | 1.2        |
| 合計                 | 1190      | 100        |

2022年現在の州統計局のデータに基づく。

## 歴史

### 18世紀末まで
オッテンバッハは、1275年にコンスタンツ司教区の徴税台帳である liber decimationis に初めて記録されている。この集落は初めはシュタウフェン家の所領であったと推定されている。
オッテンバッハはその後、レヒベルク家の支配下となったが、いくつかの農場は他の様々な世俗・聖界領主の高権下に置かれた。特にロルヒ修道院を経てのヴュルテンベルク家は、16世紀に臣民に対して宗教改革を実施した。村のその他の領主権はゲッピンゲンのオーバーホーフェン修道院執行部とデーゲンフェルト伯が所有した。

### 19世紀以降
オッテンバッハは、1806年にヴュルテンベルク王国領となり、オーバーアムト・ゲッピンゲンに編入された。短い期間だが、当時独立した自治体であったホーエンシュタウフェンの一地区となった。
オッテンバッハは、1825年に独立した自治体となった。
ナチ時代のヴュルテンベルクの行政改革により、オッテンバッハは1938年にゲッピンゲン郡に編入された。
この町は、アメリカ占領地区に1945年に創設されたヴュルテンベルク＝バーデン州に属した。この州は1952年に現在のバーデン＝ヴュルテンベルク州に再編された。
1971年8月1日、ホーエンシュタウフェンから人口約150人の地域がオッテンバッハに移管された。キリアクスホーフ、ガイレンヴァルト、ヘルベンホーフ、ホルツホイザー・ホーフ、ヤッケンホーフ、ロッホホーフ、ザウレンホーフ、シュルホーフ、ゾネンタールホーフ、シュトルーデルホーフがこれにあたる。

### 町名
"Ottenbach" という地名の起源は、現在では明かでない。おそらく "Nachtweide"（直訳: 夜の餌場）を意味する "Aucht" に由来するのではないかと推測されている。

## 住民

### 人口推移
- 1825年: 0362 人
- 1945年: 0650 人
- 1950年: 0982 人
- 1966年: 1401 人
- 1980年: 2090 人
- 1987年: 2084 人
- 1991年: 2223 人
- 1995年: 2306 人
- 2005年: 2474 人
- 2010年: 2443 人
- 2015年: 2463 人
- 2020年: 2461 人

出典: バーデン＝ヴュルテンベルク州統計局

### 宗教
オッテンバッハは、宗教改革後も20世紀になるまでカトリック教会カトリックが大勢を占めた。

#### カトリック教会
後期ゴシック様式の聖ゼバスティアン教会は1700年に建設され、1930年に大がかりな改築がなされた。教会組織はゲッピンゲン＝ガイスリンゲン首席司祭区のゼールゾルゲアインハイト・ミッテレーレス・フィルスタールに属す。

#### 福音主義教会
主に第二次世界大戦以後になって増加した福音主義の住民は、当初はホーエンシュタウフェン教会に属した。オッテンバッハは、2015年からアイスリンゲン・クリストゥス教会に属しており、ゲッピンゲン教会管区の一部となっている。1990年代に一軒の農家が福音主義の集会所に改築された。

## 行政

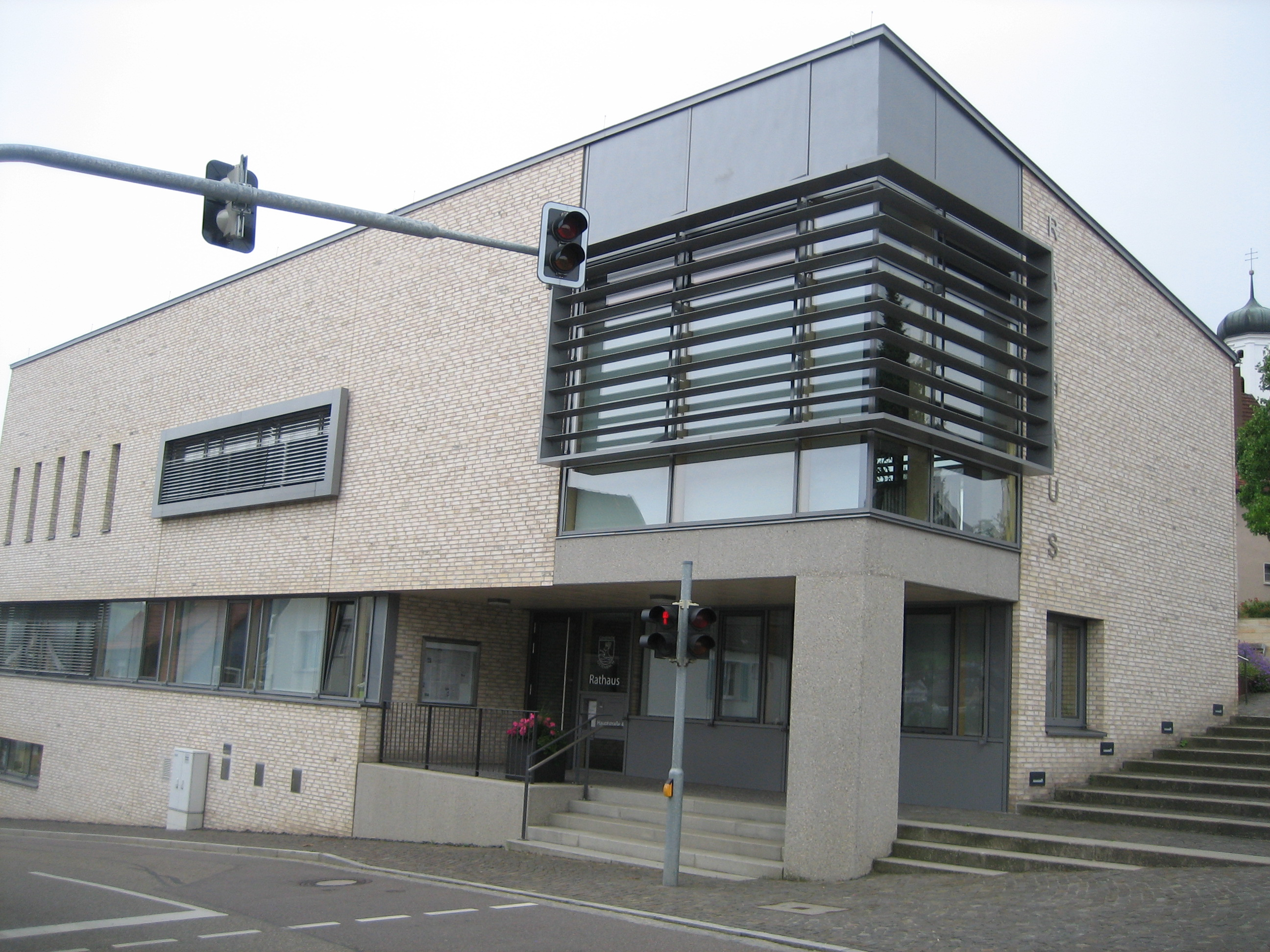
オッテンバッハの町役場

### 議会
オッテンバッハの町議会は12議席からなる。町議会は、これらの選出された名誉職の議員と議長を務める町長で構成されている。町長は町議会において投票権を有している。

### 首長
- 1946年 - 1966年: アドルフ・ゾネンターク
- 1996年 - 2002年: ベルンハルト・フリック
- 2002年 - : オリヴァー・フランツ

### 紋章
図柄: 金地。やや下方に描かれた青い波帯の上に、赤い雄のノロジカの半身。
紋章の由来: 雄のノロジカ（ドイツ語: Rehbock）は、おそらくレー山地 (Rehgebirge) と、オッテンバッハがかつて属していたレヒベルク家 (Rechberg) とを表している。これに波帯を合わせて地名に掛けた地口（Bach = 小川）である。赤と金色の配色はレヒベルク家の紋章にちなんでいる。金地に雄ノロジカの半身という紋章デザインは、1931年にすでに文書館長から町に提示されていた。旗の配色は、赤 - 黄である。

## 経済と社会資本

### 交通
オッテンバッハには鉄道が通っていないが、オッテンバッハ町内に多くの停留所を有するバス路線 941番が運行しており、フィルスラントのバス路線網と結ばれている。ゲッピンゲン郡に属す自治体であるオッテンバッハは、シュトゥットガルト交通連盟 (VVS) の一部となっている。

### 教育
オッテンバッハには、基礎課程学校が1校ある。上級の学校は近隣市町村へ進学する。総合学校はザラハ、実科学校とギムナジウムはアイスリンゲン/フィルスおよびゲッピンゲンにある。

## 文化と見所

### スポーツ
オッテンバッハは、自転車マラソン「アルプ＝エクストリーム」の組織・運営で全国的に知られている。この自転車レースは毎年6月の最終日曜日に開催され、シュヴェービシェ・アルプの風景の中を走り、多くの上り坂がある。全長 90 km、延べの登り高度 1500 m の初心者コース「Alb-e@sy」から、全長 300 km、延べ登り高度 6000 m の上級者コース「Traufkönig-Ultramarathon」までいくつかコースから選ぶことができる。
距離 10 kmと6.5 km のレースであるオッテンバッハー・ジルヴェスターラウフは、TSV オッテンバッハ主催で毎年大晦日に開催される。

### その他
オッテンバッハは、地元周辺ではしばしば「im Tal der Liebe」（直訳: 愛の谷）と呼ばれる。

## 関連図書
- Rudolf Moser, ed (1844). “Ottenbach”. Beschreibung des Oberamts Göppingen. Die Württembergischen Oberamtsbeschreibungen 1824–1886. Band 20. Stuttgart / Tübingen: Cotta’sche Verlagsbuchhandlung. pp. 263–268
- Bernardin Schellenberger, Walter Ziegler, ed (2002). Zwischen Rechberg und Staufen: Ottenbach und das Tal der Höfe. Weißenhorn: Anton H. Konrad. ISBN 978-3-87437-465-1
- Josef W. Hauser, ed (1975). 700 Jahre Ottenbach: 1275–1975; ein Streifzug durch die Jahrhunderte. Ottenbach
- Karl Schönweiler, ed (2018). Es war wie eine Wand – Auswirkungen der Reformation im Ottenbacher Tal 1534–2017 (1 ed.). Göppingen: Manuela Kinzel Verlag. ISBN 978-3-95544-115-9